# Maxi Priest
Maxi Priest, nome artístico de Max Alfred Elliott (Londres, 10 de junho de 1961), é um cantor inglês de reggae conhecido como o "Rei do Lovers Rock". Ele é mais conhecido por cantar reggae com influência R&B, também conhecido como reggae fusion. Ele foi um dos primeiros artistas internacionais a ter sucesso neste gênero e um dos artistas de reggae fusion de maior sucesso de todos os tempos.

## Carreira
Nascido em Lewisham, Londres, Maxi é o oitavo de nove filhos. Seus pais mudaram-se da Jamaica para viver em Londres antes de Maxi nascer. Seu pai trabalhava em uma fábrica como metalúrgico, e sua mãe era missionária da Igreja Pentecostal e era a principal cantora do coral da igreja. Devido a isso, quando criança Maxi ouvia principalmente música gospel e R&B além de reggae.
Já na juventude, Maxi trabalhava como carpinteiro e passou a fazer caixas de som para um dos mais importantes sistemas de som da Inglaterra, o Saxon Sound System. Foi aí que Maxi começou a fazer suas primeiras apresentações no estilo dancehall e já em 1984, juntamente com Paul "Barry Boom" Robinson, produziu a música "Mi God Mi King" de Philip Levi, que foi a primeira música reggae do Reino Unido a chegar ao topo da parada reggae jamaicana.
Em 1985, Maxi assina com a gravadora Virgin Records e lança seu álbum de estreia "You're Safe", um álbum exclusivamente reggae produzido pelo amigo Paul Robinson e com participação dos músicos da banda Caution. Neste álbum o principal sucesso foi a música "In the Springtime".

Em seu próximo álbum, "Intentions", Maxi teve dois principais hits com "Strollin' On" e "Crazy Love" (cover de uma música de Van Morrison).
Em 1988, com a música "Some Guys Have All the Luck", cover da música "Wild World" de Cat Stevens, Maxi ganha projeção internacional
Em 1990, com a música "Close to You", do álbum "Bonafide", Maxi atinge o topo da parada de singles da Billboard e segundo lugar na parada de singles de R&B. No ano seguinte, 1991, gravou, num dueto com Roberta Flack, o single "Set the Night to Music", uma regravação do original pela banda Starship.
Durante os anos 90, Maxi Priest ficou famoso por conseguir balancear suas músicas e alcançar sucessos tanto com reggae pouco comercial como com música pop, passando por influências de hip-hop e R&B.

Em 1996, com o dueto com Shaggy na música "That Girl", do álbum "Man With The Fun", é indicado ao Grammy.
Ao longo de sua carreira, Maxi Priest já trabalhou com grandes nomes da música como Sly & Robbie, Shaggy, Beres Hammond, Jazzie B, Apache Indian, Roberta Flack, Shabba Ranks e muitos outros, e é considerado um dos maiores nomes do reggae desde Bob Marley.
Em 7 de agosto de 2006, Maxi Priest recebeu, juntamente com importantes cantores jamaicanos, homenagem no Prime Minister's Independence Gala (comemoração pela independência da Jamaica) por sua contribuição musical.

## Discografia

### Álbuns de estúdio
- You're Safe (1985)
- Intentions (1986) #96 UK
- Maxi Priest (1988) #108 U.S.; #25 UK
- Bonafide (1990) #47 U.S.; #11 UK
- Fe Real (1992) #191 U.S.; #60 UK
- Man With The Fun (1996) #108 U.S.
- CombiNation (1999)
- 2 The Max (2005)
- Refused (2007)

### Compilações
- Best of Me (1991) #23 UK
- Collection (2000)

### Singles
| Ano  | Título                                       | US Hot 100 | US R&B | UK singles | Álbum                                     |
| ---- | -------------------------------------------- | ---------- | ------ | ---------- | ----------------------------------------- |
| 1986 | "Strollin' On"                               | -          | -      | 32         | Intentions                                |
| 1986 | "In The Springtime"                          | -          | -      | 54         | You're Safe                               |
| 1986 | "Crazy Love"                                 | -          | -      | 67         | Intentions                                |
| 1987 | "Let Me Know"                                | -          | -      | 49         | Intentions                                |
| 1987 | "Woman In You"                               | -          | -      | 83         | Intentions                                |
| 1987 | "Some Guys Have All The Luck"                | -          | -      | 12         | Maxi Priest                               |
| 1988 | "Wild World"                                 | 25         | -      | 5          | Maxi Priest                               |
| 1988 | "Goodbye To Love Again"                      | -          | -      | 57         | Maxi Priest                               |
| 1990 | "Human Work Of Art"                          | -          | -      | 71         | Bonafide                                  |
| 1990 | "Close To You"                               | 1          | 2      | 7          | Bonafide                                  |
| 1990 | "Just A Little Bit Longer"                   | 62         | 30     | 62         | Bonafide                                  |
| 1991 | "Space In My Heart"                          | -          | 76     | -          | Bonafide                                  |
| 1991 | "Set The Night To Music" (com Roberta Flack) | 6          | 45     | -          | Set The Night To Music (de Roberta Flack) |
| 1992 | "Groovin' In The Midnight"                   | 63         | 29     | 50         | Fe Real                                   |
| 1993 | "One More Chance"                            | -          | 77     | 40         | Fe Real                                   |
| 1996 | "That Girl" (com Shaggy)                     | 20         | 34     | 15         | Man With The Fun                          |
| 1996 | "Watching The World Go By"                   | -          | -      | 36         | Man With The Fun                          |